# Pseudolycopodiella
Pseudolycopodiella är ett släkte av lummerväxter. Pseudolycopodiella ingår i familjen lummerväxter.
Kladogram enligt Catalogue of Life:
| Pseudolycopodiella | \| \| Pseudolycopodiella brevipedunculata \| \| \| \| \| \| Pseudolycopodiella carnosa \| \| \| \| \| \| Pseudolycopodiella caroliniana \| \| \| \| \| \| Pseudolycopodiella iuliformis \| \| \| \| \| \| Pseudolycopodiella krameriana \| \| \| \| \| \| Pseudolycopodiella meridionalis \| \| \| \| \| \| Pseudolycopodiella paradoxa \| \| \| \| \| \| Pseudolycopodiella sarcocaulon \| \| \| \| \| \| Pseudolycopodiella serpentina \| \| \| \| \| \| Pseudolycopodiella tuberosa \| \| \| \| |
|                    | \| \| Pseudolycopodiella brevipedunculata \| \| \| \| \| \| Pseudolycopodiella carnosa \| \| \| \| \| \| Pseudolycopodiella caroliniana \| \| \| \| \| \| Pseudolycopodiella iuliformis \| \| \| \| \| \| Pseudolycopodiella krameriana \| \| \| \| \| \| Pseudolycopodiella meridionalis \| \| \| \| \| \| Pseudolycopodiella paradoxa \| \| \| \| \| \| Pseudolycopodiella sarcocaulon \| \| \| \| \| \| Pseudolycopodiella serpentina \| \| \| \| \| \| Pseudolycopodiella tuberosa \| \| \| \| |
|                    | Austrolycopodium |
|                    | |
|                    | Diphasiastrum |
|                    | |
|                    | lopplumrar |
|                    | |
|                    | strandlumrar |
|                    | |
|                    | lumrar |
|                    | |
|                    | Palhinhaea |
|                    | |
|                    | Phlegmariurus |
|                    | |
|                    | Phylloglossum |
|                    | |
|                    | Pseudolycopodiella brevipedunculata |
|                    | |
|                    | Pseudolycopodiella carnosa |
|                    | |
|                    | Pseudolycopodiella caroliniana |
|                    | |
|                    | Pseudolycopodiella iuliformis |
|                    | |
|                    | Pseudolycopodiella krameriana |
|                    | |
|                    | Pseudolycopodiella meridionalis |
|                    | |
|                    | Pseudolycopodiella paradoxa |
|                    | |
|                    | Pseudolycopodiella sarcocaulon |
|                    | |
|                    | Pseudolycopodiella serpentina |
|                    | |
|                    | Pseudolycopodiella tuberosa |
|                    | |

|  | Pseudolycopodiella brevipedunculata |
|  |                                     |
|  | Pseudolycopodiella carnosa          |
|  |                                     |
|  | Pseudolycopodiella caroliniana      |
|  |                                     |
|  | Pseudolycopodiella iuliformis       |
|  |                                     |
|  | Pseudolycopodiella krameriana       |
|  |                                     |
|  | Pseudolycopodiella meridionalis     |
|  |                                     |
|  | Pseudolycopodiella paradoxa         |
|  |                                     |
|  | Pseudolycopodiella sarcocaulon      |
|  |                                     |
|  | Pseudolycopodiella serpentina       |
|  |                                     |
|  | Pseudolycopodiella tuberosa         |
|  |                                     |